# Un any, una nit
Un any, una nit (títol original en castellà, Un año, una noche) és una pel·lícula dramàtica hispanofrancesa del 2022 dirigida per Isaki Lacuesta i protagonitzada per Nahuel Pérez Biscayart i Noémie Merlant. Inspirada en el llibre Paz, amor y death metal de Ramón González, explora el trauma després de la matança del teatre Bataclan. S'ha doblat i subtitulat al català.
Es va estrenar al 72è Festival Internacional de Cinema de Berlín el 14 de febrer de 2022.

## Trama
Seguint Ramon i Céline, supervivents de la massacre del teatre Bataclan, la trama va i ve entre la nit de l'atemptat del Bataclan i el trauma viscut l'any posterior.

## Repartiment
- Nahuel Pérez Biscayart: Ramón
- Noémie Merlant: Céline
- Quim Gutiérrez: Carlos
- Alba Guilera: Lucie
- Natalia de Molina: Julia
- C. Tangana: Héctor
- Enric Auquer: Waiter
- Blanca Apilánez com la mare d'en Ramón
- Bruno Todeschini com el pare de la Céline
- Sophie Broustal com la mare de la Céline

## Producció
Basat en el llibre Paz, amor y death metal de Ramón González, el guió va ser escrit per Fran Araújo, Isa Campo i Isaki Lacuesta.
Ramón Campos, Teresa Fernández-Valdés, Jérôme Vidal, Isaki Lacuesta i Isa Campo van assumir les tasques de producció.
La partitura va ser composta per Refree. La pel·lícula és una producció de Mr Fields and Friends, Bambú Producciones, La Termita Films i Noodles Production, amb la participació de TVE, Movistar+, TVC, i el suport de l'ICAA, l'ICEC i Eurimages. El rodatge va començar el 8 de febrer de 2021 a Barcelona i més tard es va traslladar més tard a París.

## Estrena
La pel·lícula es va estrenar el 14 de febrer de 2022, projectada al Berlinale Palast com a part de la competició principal del 72è Festival Internacional de Cinema de Berlín. BTeam Pictures va distribuir la pel·lícula a Espanya, on es va estrenar el 21 d'octubre del 2022.

## Recepció
Un año, una noche va rebre crítiques generalment positives per part de la crítica cinematogràfica. A Rotten Tomatoes, el lloc web agregador de crítiques, té un índex d'aprovació del 75% basat en 12 crítiques, amb una puntuació mitjana de 7,90/10.
Jonathan Holland, de Screendaily, va considerar la pel·lícula "un drama psicològic emocionalment convincent", que aporta algunes de les senyes d'identitat de Lacuesta, com un estil gairebé documental i una profunda compassió pels desafortunats.
Anna Smith, de Deadline, ha considerat que la pel·lícula segueix sent "una meditació poderosa i agredolça sobre l'impacte del trauma i el desig de no ser-hi definit".

### Premis i nominacions
| Any  | Premi              | Categoria                                | Nominat(s)                                                    | Resultat  | Ref.   |
| ---- | ------------------ | ---------------------------------------- | ------------------------------------------------------------- | --------- | ------ |
| 2022 | XV Premis Gaudí    | Millor pel·lícula en llengua no catalana | Millor pel·lícula en llengua no catalana                      | Nominat   | [ 14 ] |
| 2022 | XV Premis Gaudí    | Millor direcció                          | Isaki Lacuesta                                                | Nominat   | [ 14 ] |
| 2022 | XV Premis Gaudí    | Millor guió adaptat                      | Isa Campo, Isaki Lacuesta i Fran Araújo                       | Guanyador | [ 14 ] |
| 2022 | XV Premis Gaudí    | Millor protagonista femenina             | Noémie Merlant                                                | Nominat   | [ 14 ] |
| 2022 | XV Premis Gaudí    | Millor protagonista masculí              | Nahuel Pérez                                                  | Nominat   | [ 14 ] |
| 2022 | XV Premis Gaudí    | Millor direcció de producció             | Laia Coll                                                     | Nominat   | [ 14 ] |
| 2022 | XV Premis Gaudí    | Millor direcció artística                | Laia Clotet                                                   | Nominat   | [ 14 ] |
| 2022 | XV Premis Gaudí    | Millor muntatge                          | Sergi Dies i Fernando Franco                                  | Guanyador | [ 14 ] |
| 2022 | XV Premis Gaudí    | Millor actor secundari                   | Enric Auquer                                                  | Nominat   | [ 14 ] |
| 2022 | XV Premis Gaudí    | Millor música original                   | Raül Refree                                                   | Guanyador | [ 14 ] |
| 2022 | XV Premis Gaudí    | Millor fotografia                        | Irina Lubtchansky                                             | Nominat   | [ 14 ] |
| 2022 | XV Premis Gaudí    | Millor so                                | Amanda Villavieja, Eva Valiño, Alejandro Castillo i Marc Orts | Guanyador | [ 14 ] |
| 2022 | XV Premis Gaudí    | Millors efectes visuals                  | Laura Pedro                                                   | Guanyador | [ 14 ] |
| 2022 | XV Premis Gaudí    | Millor maquillatge i perruqueria         | Alma Casal, Virginie Berland i Milou Sanner                   | Nominat   | [ 14 ] |
| 2022 | X Premis Feroz     | Millor pel·lícula dramàtica              | Millor pel·lícula dramàtica                                   | Nominat   | [ 15 ] |
| 2022 | X Premis Feroz     | Millor actor protagonista                | Nahuel Pérez Biscayart                                        | Nominat   | [ 15 ] |
| 2022 | X Premis Feroz     | Millor guió                              | Fran Araújo, Isa Campo, Isaki Lacuesta                        | Nominat   | [ 15 ] |
| 2022 | X Premis Feroz     | Millor música original                   | Raül Refree                                                   | Nominat   | [ 15 ] |
| 2022 | XXXVII Premis Goya | Millor guió adaptat                      | Fran Araújo, Isa Campo, Isaki Lacuesta                        | Guanyador | [ 16 ] |
| 2022 | XXXVII Premis Goya | Millor muntatge                          | Fernando Franco, Sergi Díes                                   | Nominat   | [ 16 ] |
| 2022 | XXXVII Premis Goya | Millor so                                | Amanda Villavieja, Eva Valiño, Marc Orts i Alejandro Castillo | Nominat   | [ 16 ] |